# Коста ди Чикеро (Ђенова)
Коста ди Чикеро је насеље у Италији у округу Ђенова, региону Лигурија.
Према процени из 2011. у насељу је живело 15 становника. Насеље се налази на надморској висини од 438 м.